# Sadus
Sadus is een Amerikaanse thrashmetalband die in 1984 is opgericht in Antioch (Californië). Bassist Steve DiGiorgio is de spilfiguur van de band. Sadus staat bekend om hun technische variant van thrashmetal.

## Geschiedenis
De band werd in 1984 opgericht door vocalist Darren Travis, gitarist Rob Moore, bassist Steve DiGiorgio en drummer Jon Allen. In 1986 bracht de band de Death to Posers-demo uit. Twee nummers van deze demo belandden op het compilatiealbum Raging Death. Om het debuutalbum te financieren legden de bandleden geld bij elkaar. In 1988 kwam Illusions uit met Metal Church-gitarist John Marshall als producer. Niet snel daarna werd er een deal gesloten met het platenlabel Roadrunner Records. In 1990 kwam het tweede album Swallowed in Black uit. Een tour met Sepultura en Obituary volgde.
Doordat DiGiorgio verplichtingen had bij de band Death was er weinig activiteit bij Sadus. Roadrunner Records bracht ondertussen het debuutalbum Illusions uit onder de naam Chemical Exposure. In de zomer van 1991 kwam Sadus kort bij elkaar voor een tournee met de band Morbid Angel. In 1992 kwam A Vision of Misery uit. Dit was het laatste album voor het platenlabel Roadrunner Records. Doordat DiGiorgio weer verplichtingen had met de band Death en er geen vooruitzicht was op nieuwe activiteiten met Sadus besloot Moore de band te verlaten.
De overige bandleden besloten door te gaan als trio. In 1997 kwam het album Elements of Anger uit. Het album werd geproduceerd door Scott Burns. De bandleden waren na het uitbrengen van het album vooral bezig met andere bands en nevenprojecten. In 2003 bracht Hammerheart Records de originele demo uit op cd.
In 2004 ging de band op een Europese tour langs Griekenland, Italië, Zweden en Noorwegen en in augustus ondernam de band een Zuid-Amerikaanse tour. In september en oktober werd er nieuw materiaal opgenomen. Sadus ging samen met producer Brage Finstad de Trident Studios in Pacheco, Californië in om hun vijfde album op te nemen. Dit album werd uitgebracht door Mascot Records.

## Discografie

### Studioalbums
- D.T.P. (1986) (uitgebracht als een demo, heruitgebracht samen met Certain Death als een studioalbum in 2003)
- Illusions (1988) (Chemical Exposure op de cd- en cassette-edities)
- Swallowed in Black (1990)
- A Vision of Misery (1992)
- Elements of Anger (1998)
- Out for Blood (2006)

### Compilaties
- Chronicles of Chaos (1997)

### Demos
- Certain Death (1987)
- The Wake of Severity (1989)
- Red Demo (1994)

## Bandleden
Huidige leden
- Darren Travis – zang, gitaar (1984–heden)
- Steve DiGiorgio – bas, achtergrondzang (1984–heden)
- Jon Allen – drums (1984–heden)

Oud-leden
- Rob Moore – gitaar (1984–1993)